# Аю-Тешик
Аю-Теши́к (укр. Аю-Тешік, крымскотат. Ayuv Teşik, Аюв Тешик, в переводе с кртат. «медвежья дыра») — горизонтальная пещера на живописном склоне Ай-Петринской яйлы в Крыму. Длина пещеры — 192 метра. Встречаются кристаллические гипсовые образования. Вход расположен недалеко от перевала Кюзюткан справа от тропы на кордон Данила.